# Joseph Devellerez Thaung Shwe
Joseph Devellerez Thaung Shwe (* 10. Oktober 1935 in Twante, Myanmar; † 17. Februar 2015) war Bischof von Pyay.

## Leben
Joseph Devellerez Thaung Shwe empfing am 10. Januar 1961 die Priesterweihe.
Papst Paul VI. ernannte ihn am 2. Oktober 1975 zum Bischof von Prome. Der Apostolische Pro-Nuntius in China und Bangladesch, Edward Idris Cassidy, spendete ihm am 2. Februar des nächsten Jahres die Bischofsweihe; Mitkonsekratoren waren Alphonse U Than Aung, Weihbischof in Mandalay, und Abraham Than, Bischof von Kengtung. Mit der Umbenennung des Bistums am 8. Oktober 1991 wurde er zum Bischof von Pyay.
Am 3. Dezember 2010 nahm Papst Benedikt XVI. seinen altersbedingten Rücktritt an.